# Aage Høy-Petersen
Aage Høy-Petersen (* 4. November 1898 in Gentofte Kommune; † 29. Dezember 1967 ebenda) war ein dänischer Segler.

Segelriss einer 6mR-Yacht nach der Second Rule von 1919

## Erfolge
Aage Høy-Petersen, der für den Kongelig Dansk Yachtklub segelte, nahm zweimal an Olympischen Spielen teil. Bei den Olympischen Spielen 1924 in Paris trat er dabei im Monotyp 1924 an. In der in Meulan-en-Yvelines stattfindenden Regatta gelang ihm in der ersten Wettfahrt kein Zieleinlauf und in der zweiten Wettfahrt erreichte er nur den siebten Platz, sodass Høy-Petersen die Qualifikation für die Finalrunde verpasste. Vier Jahre darauf belegte er in der 6-Meter-Klasse als Crewmitglied der Hi-Hi den zweiten Platz hinter der Norna aus Norwegen von Johan Anker und vor der Tutti V aus Estland von Nikolai Vekšin und erhielt somit neben Niels Møller, Sven Linck und Peter Schlütter sowie Skipper Vilhelm Vett die Silbermedaille.